# 隆江镇
隆江镇，是中华人民共和国广东省揭阳市惠来县下辖的一个行政建制镇，位于龙江下游，古称“龙江埠”，因水路、陆路通达，商贸发达，享有“三百六十乡墟”之誉，是潮汕传统美食隆江猪脚饭的发源地。

## 行政区划
隆江镇下辖以下地区：
关镇社区、新容社区、江城社区、隆江村、竹湖村、竹老村、蛟边村、象湖村、北洋村、邦山村、赤山村、史岭村、峰霞村、北溪村、岗前村、后吉村、桥埔村、凤红村、凤光村、前埔村、东门村、陈陇村、井美村、西塘村、宫山村、鹅豆村、山家村、海埕村、见龙村、吉清村、邦庄村、孔美村、月潭村、头寮村、尾寮村、赤一村、赤二村和林沟村。